# Галерея мистецтв Фріра
Галерея мистецтв Фріра (англ. Freer Gallery of Art) — музей азійського та середземноморського мистецтва, розташований у центрі м. Вашингтон, США на Національній алеї. Разом із Галереєю Саклера є частиною Смітсонівського інституту, де зберігаються мистецькі твори з Азії.

### Китай

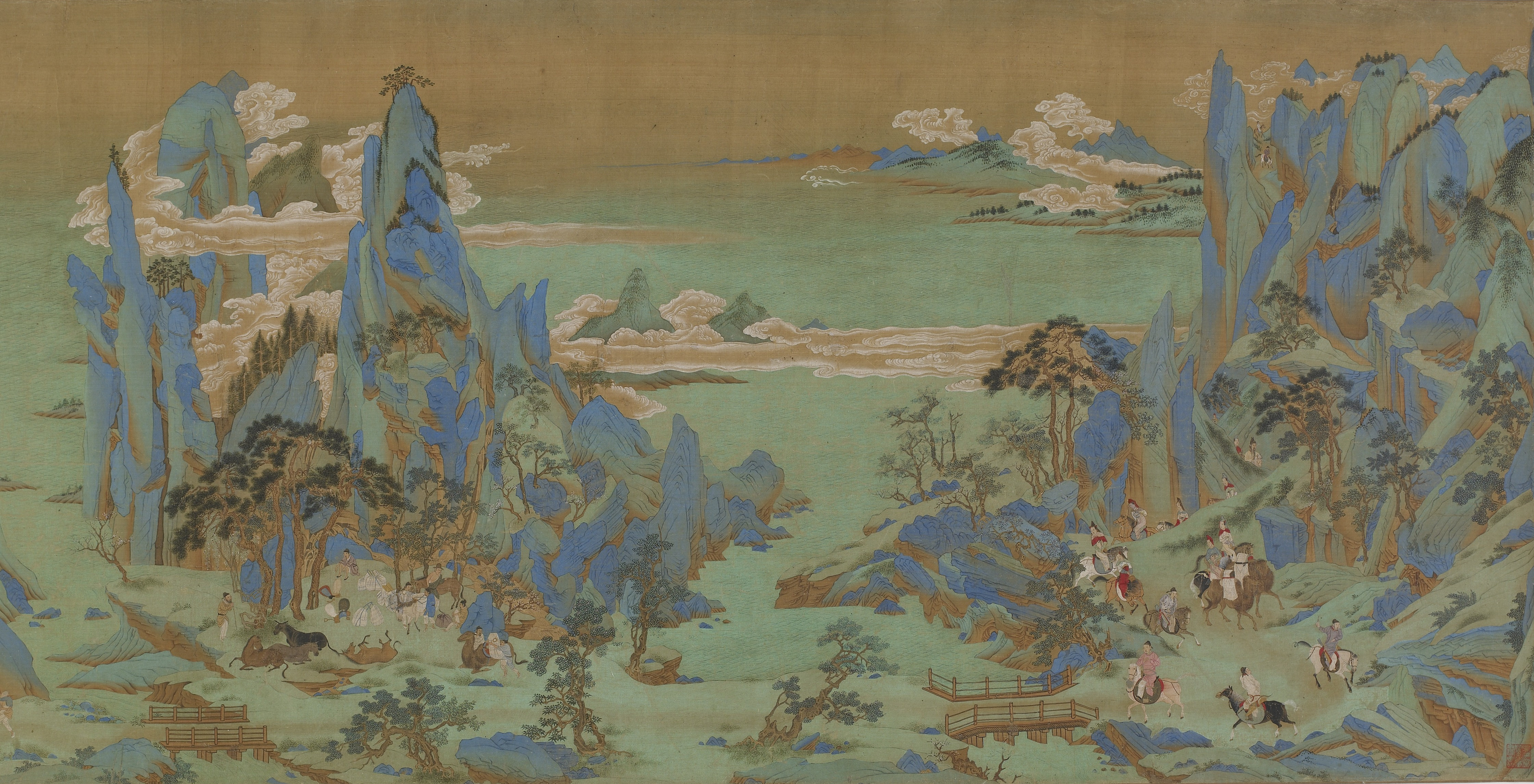
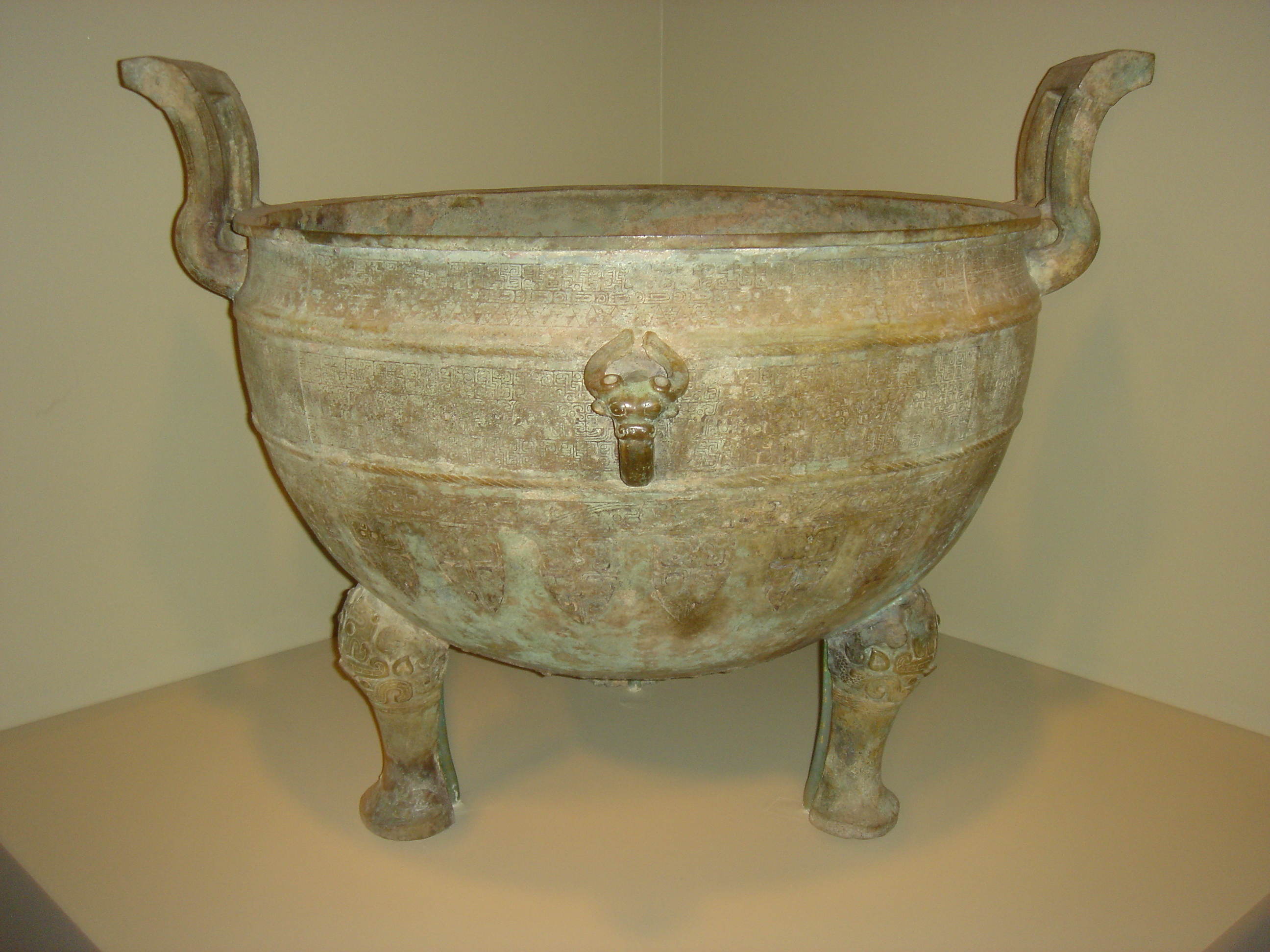
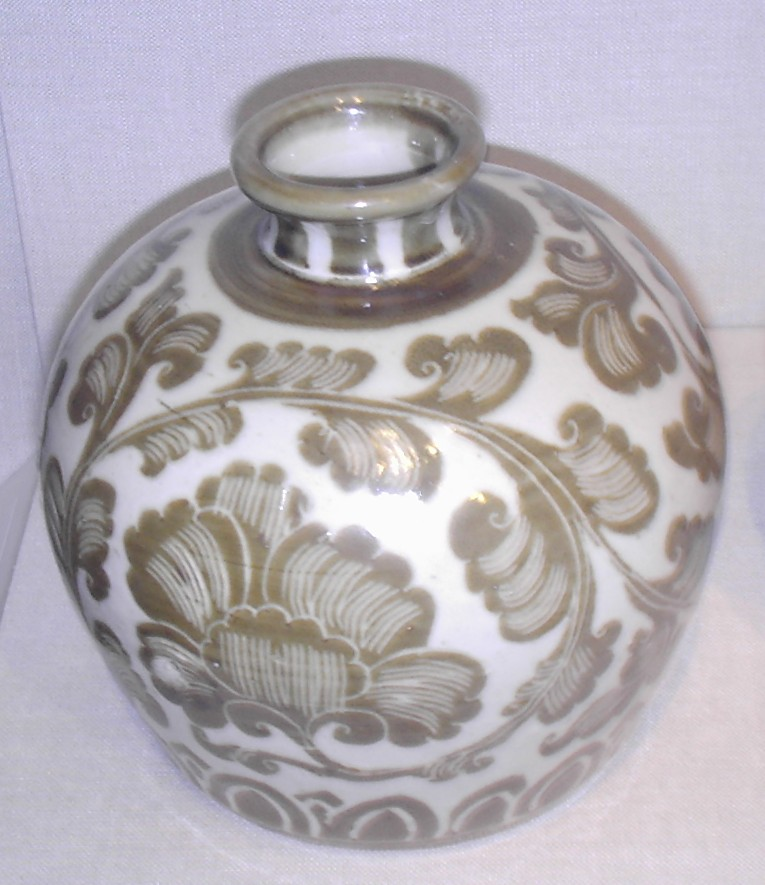
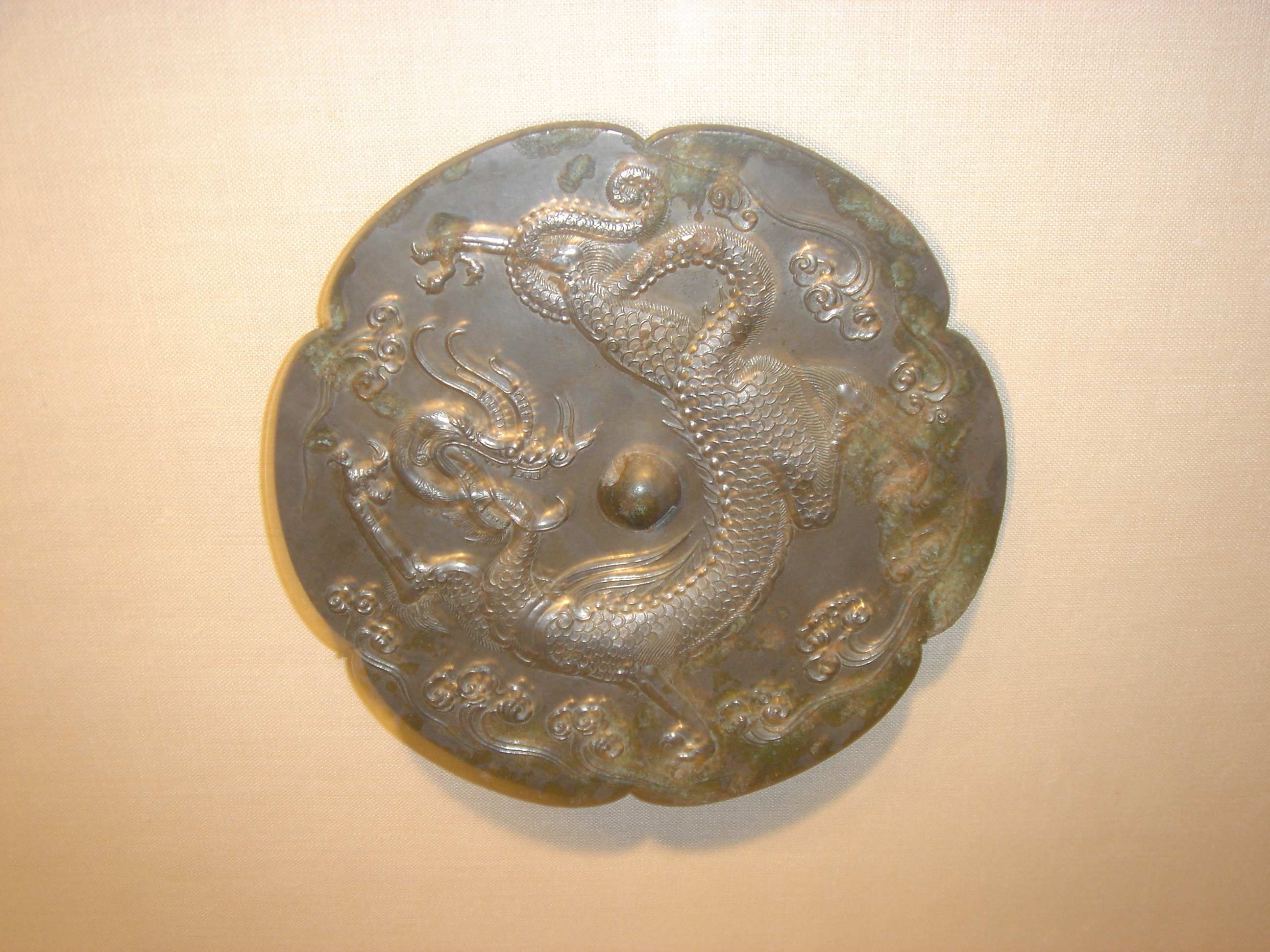
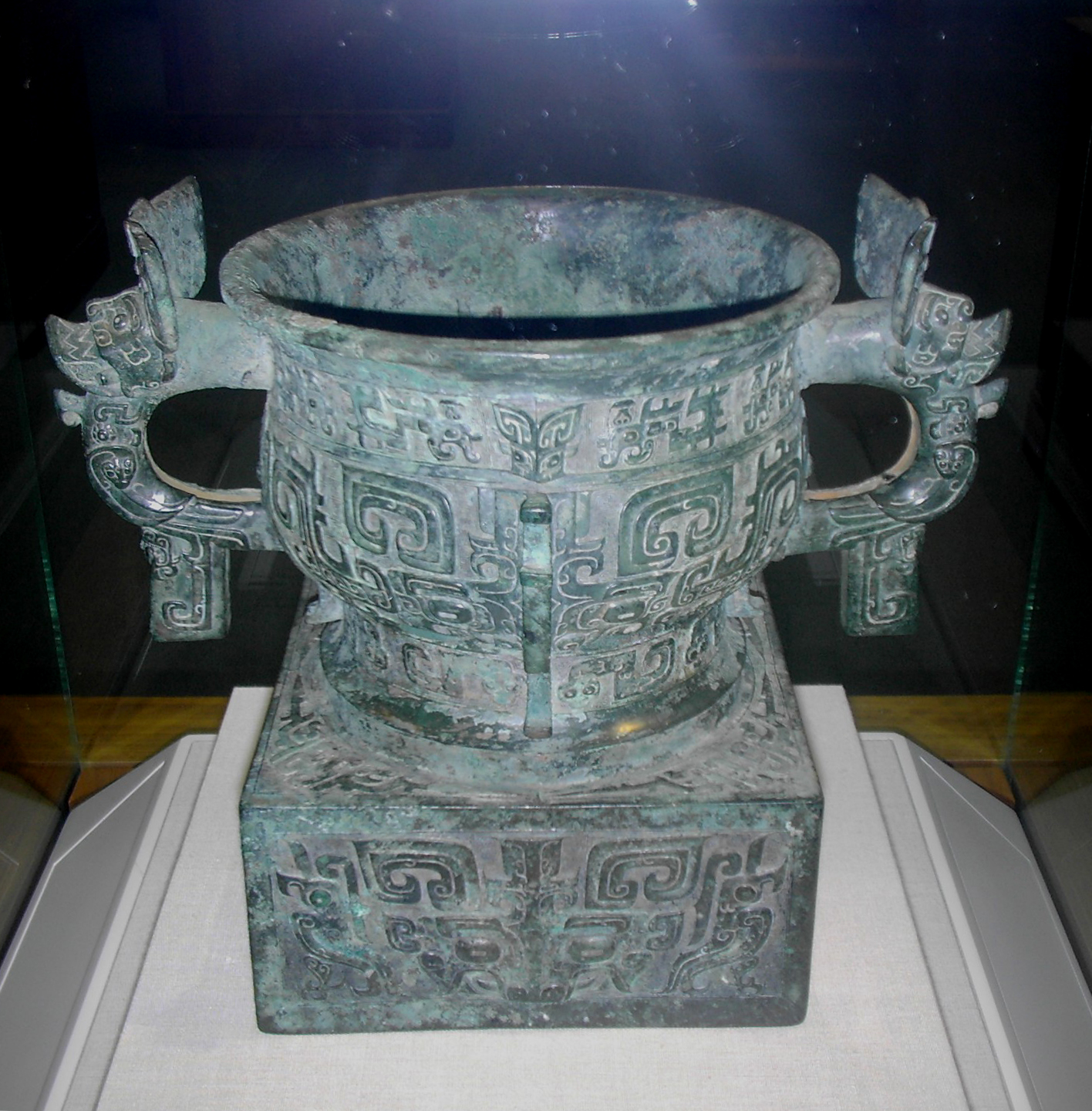
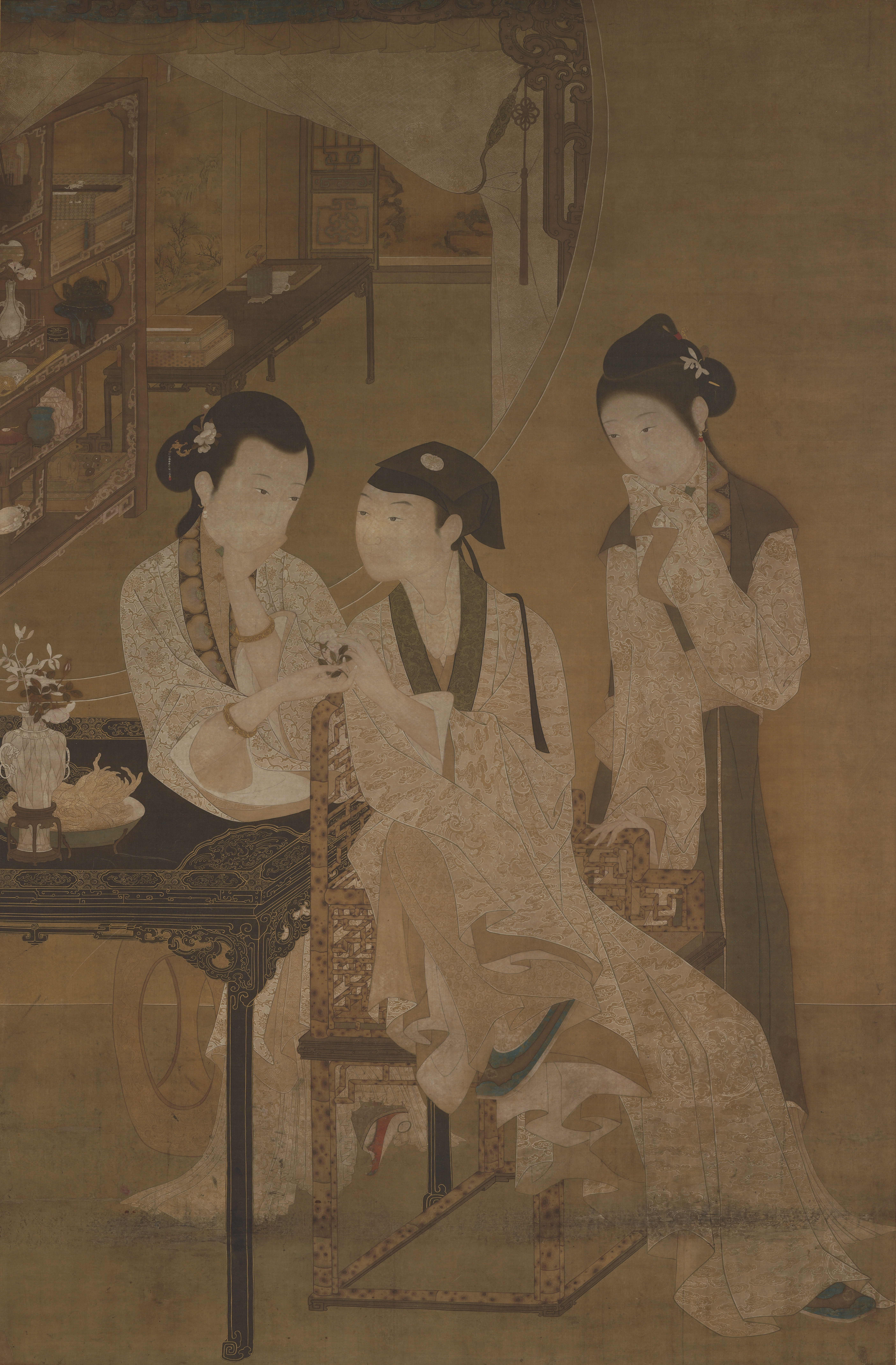
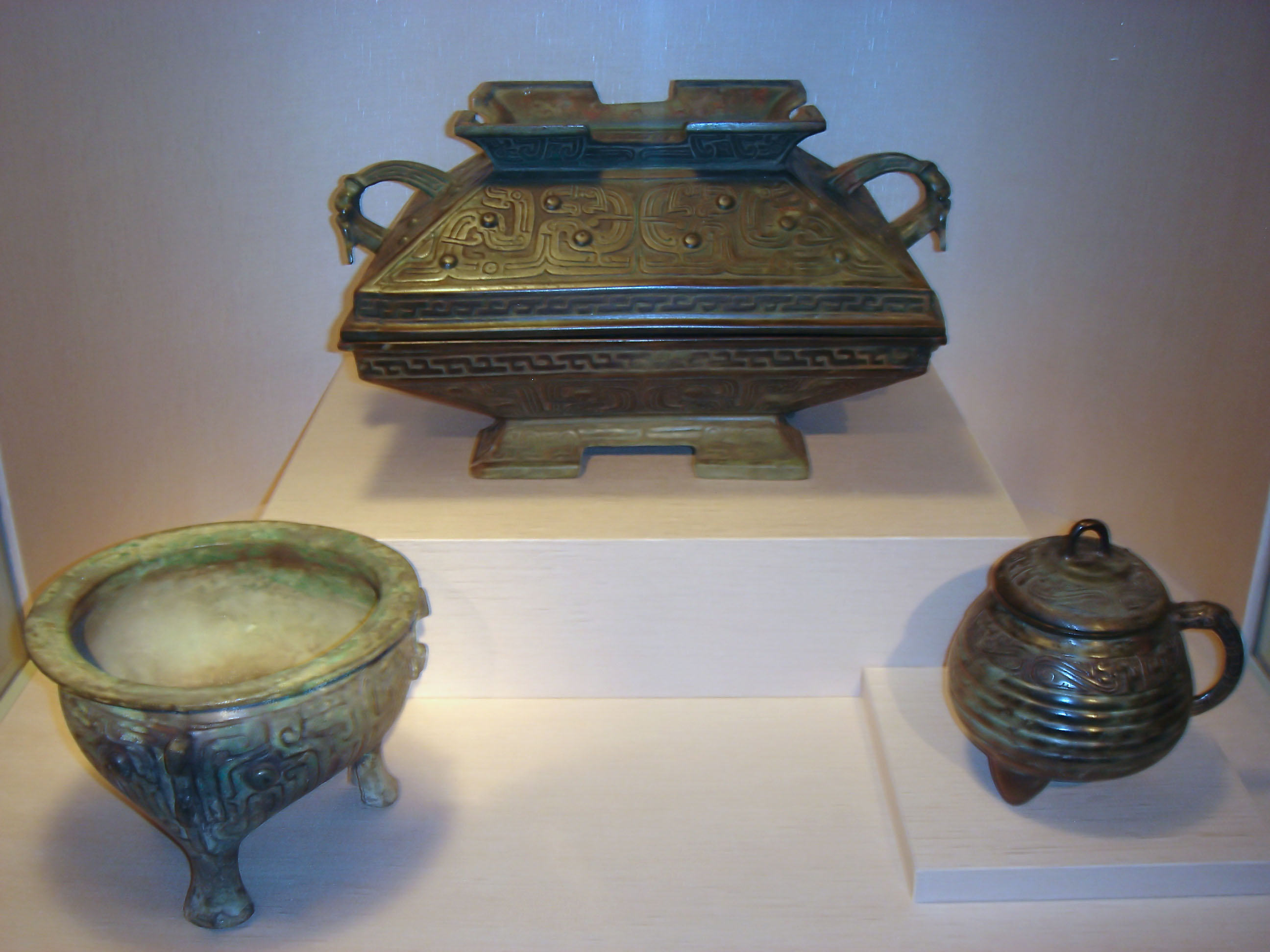
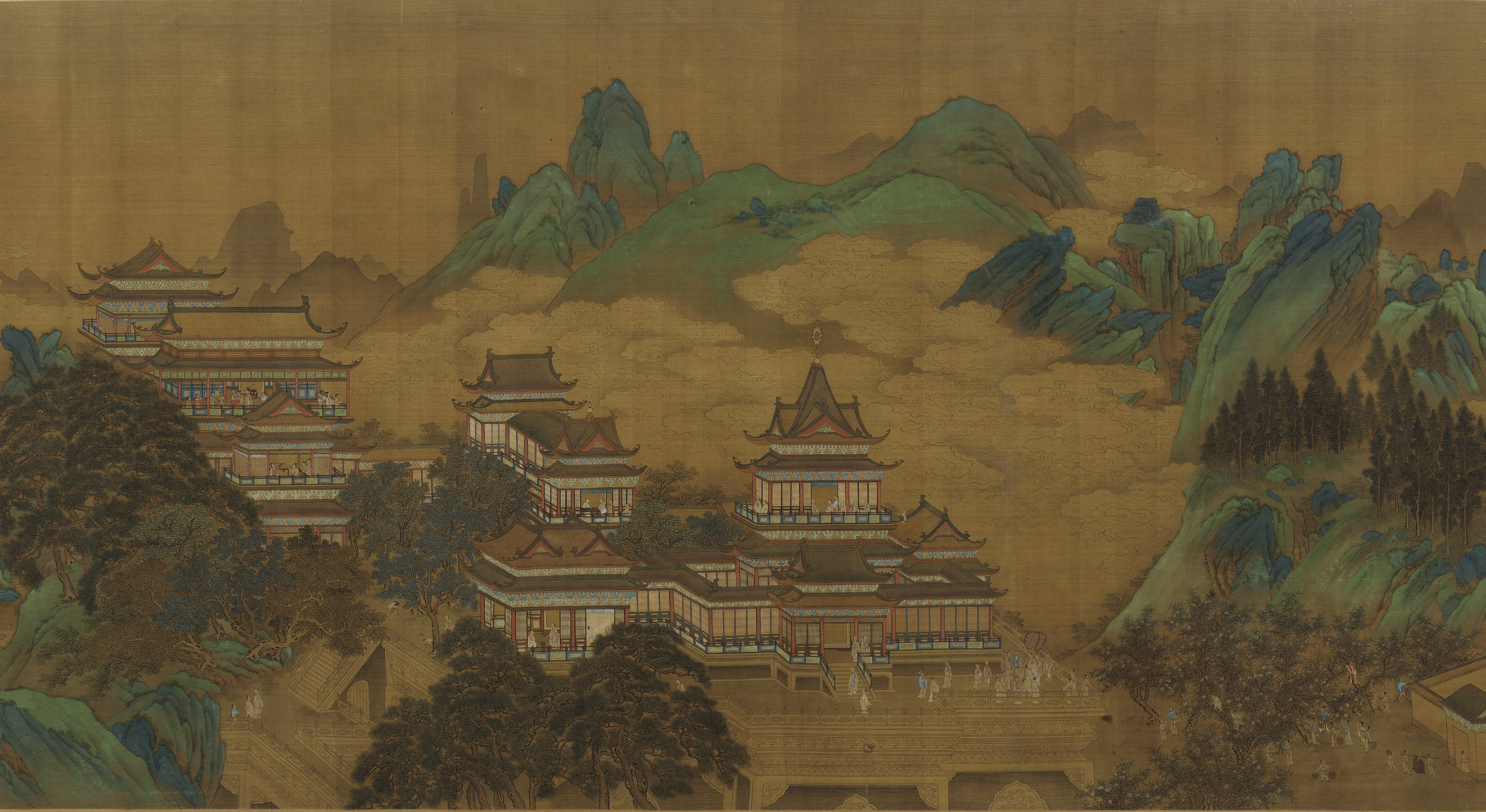
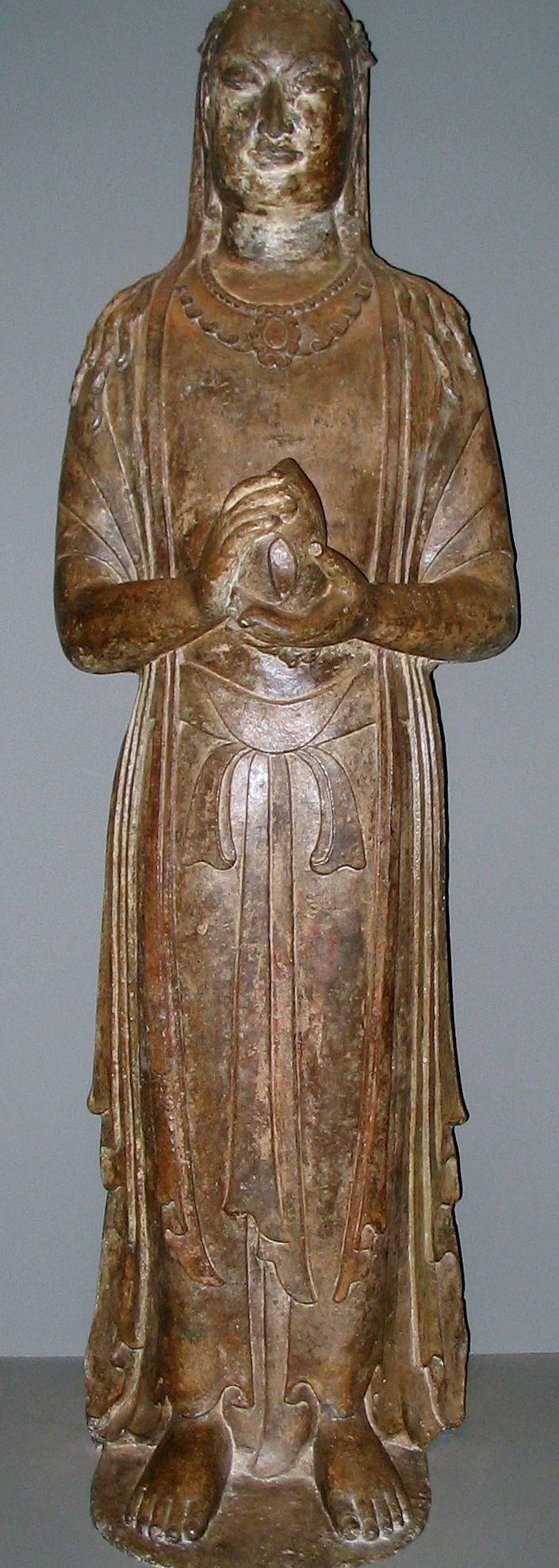
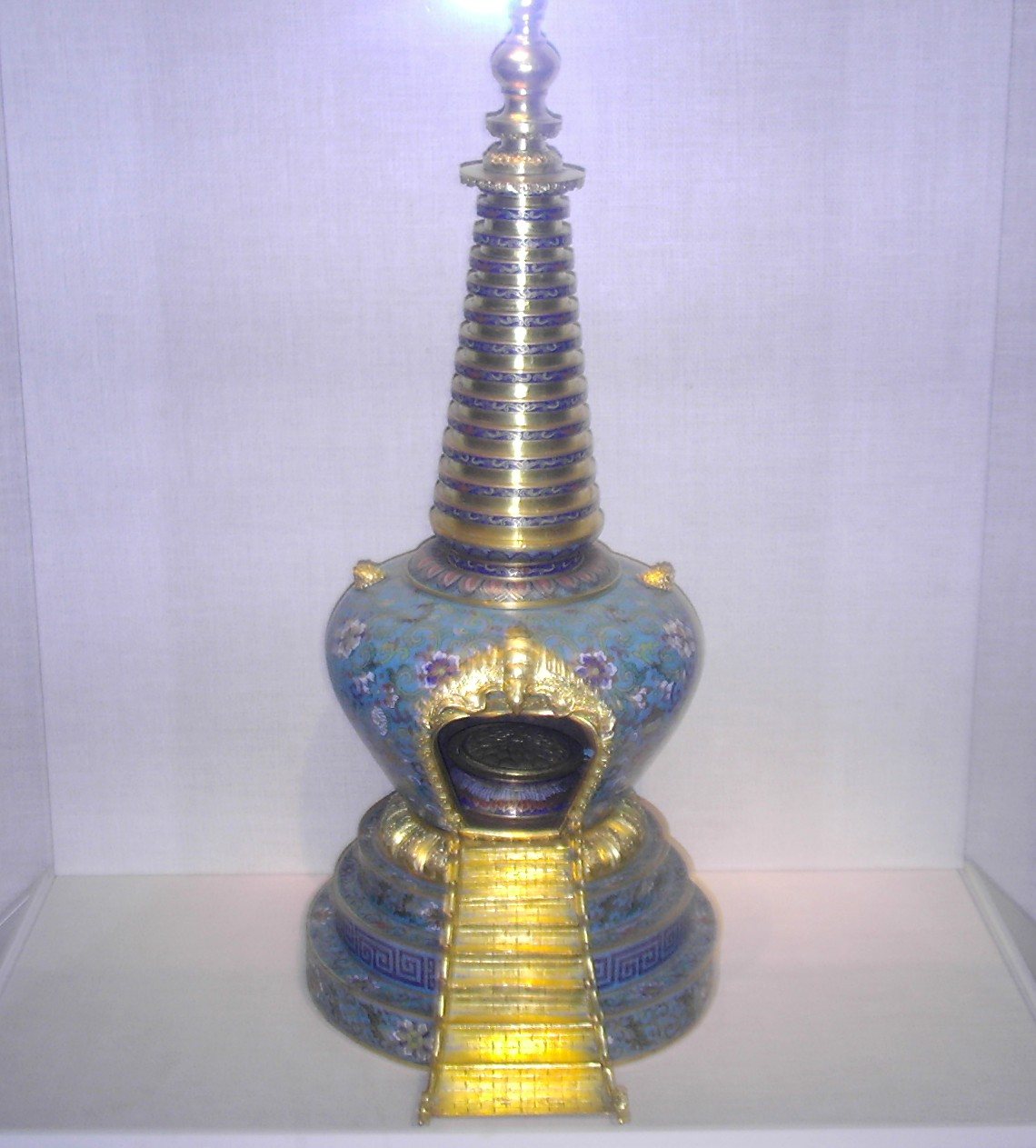
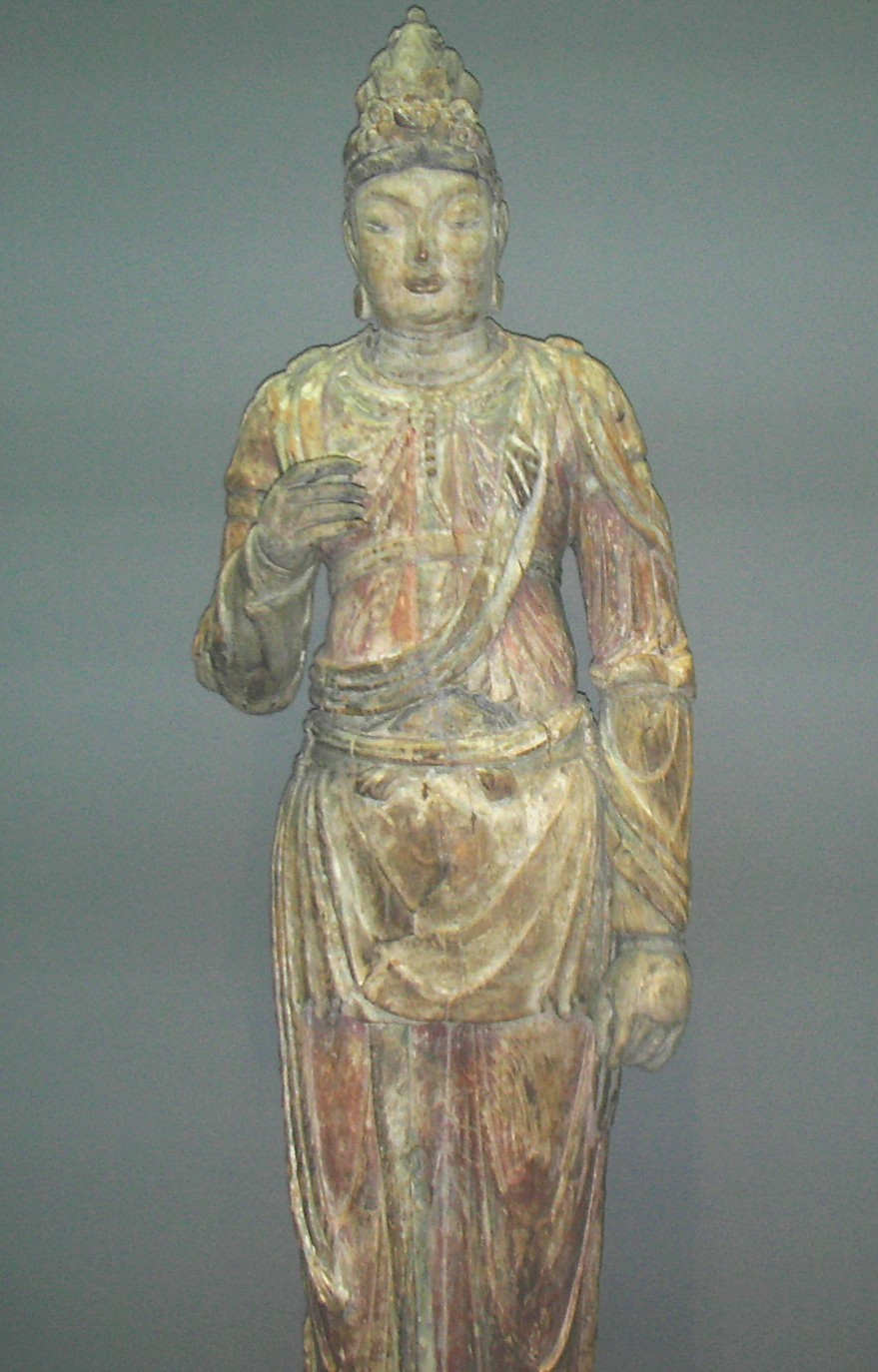
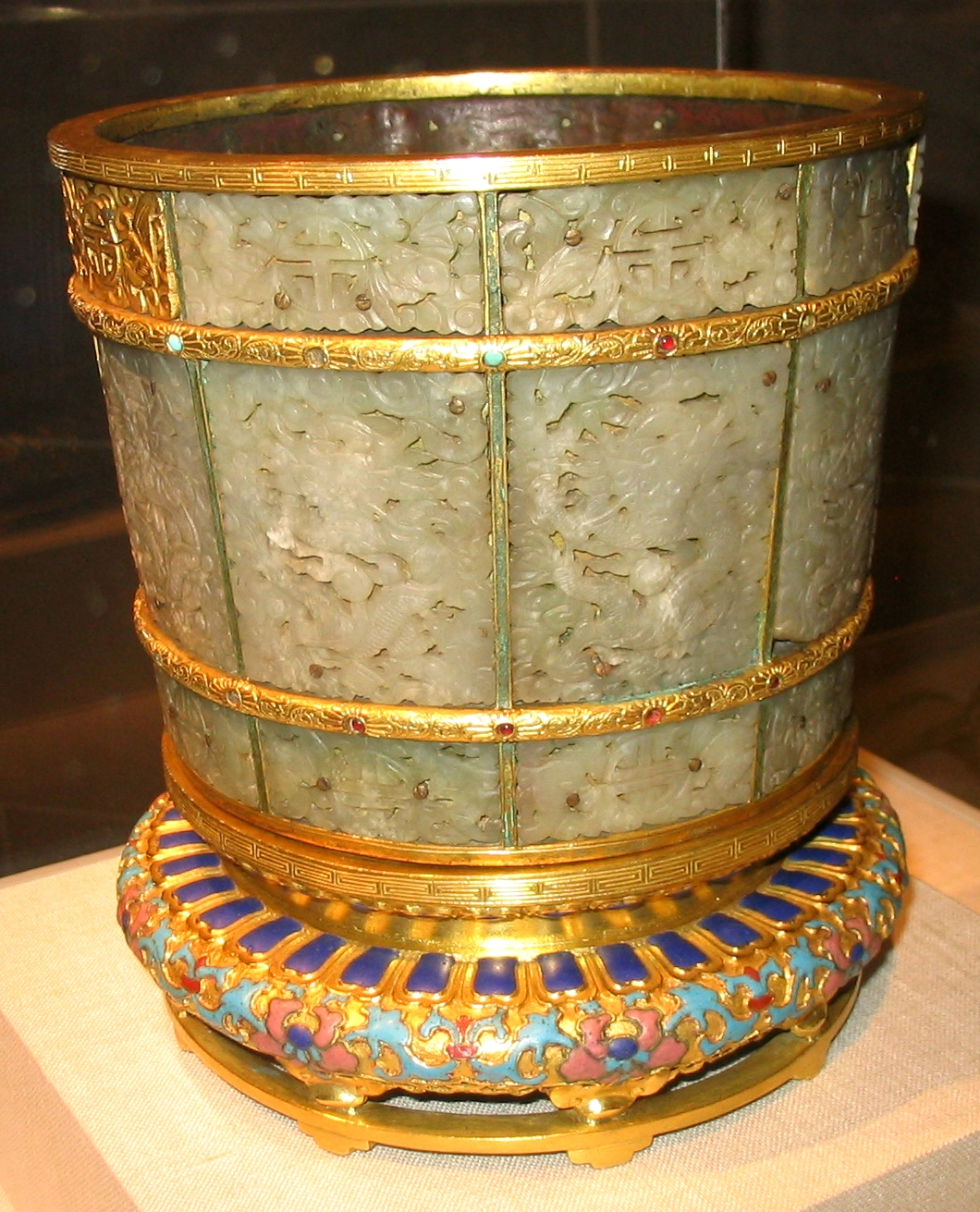

### Індія

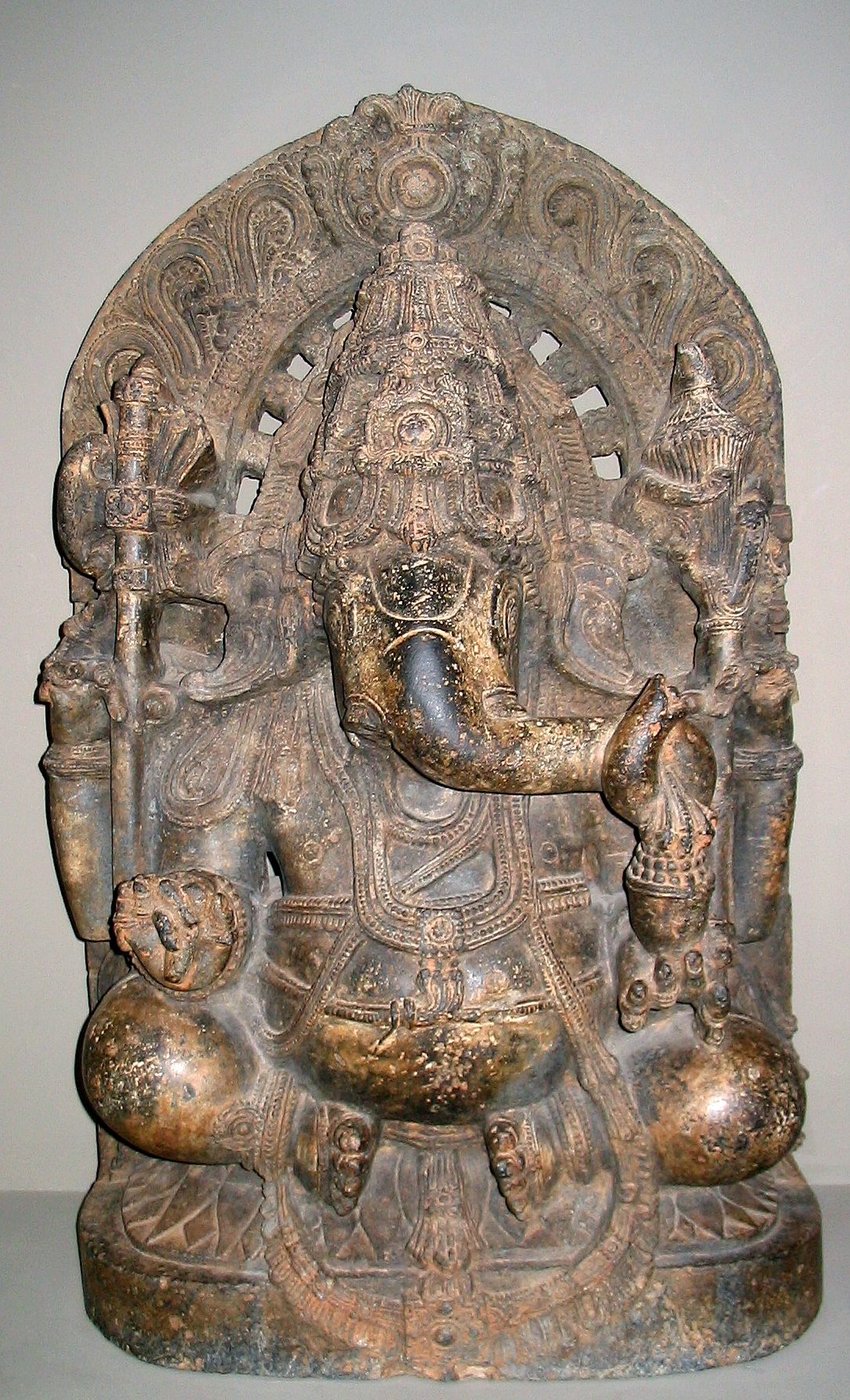
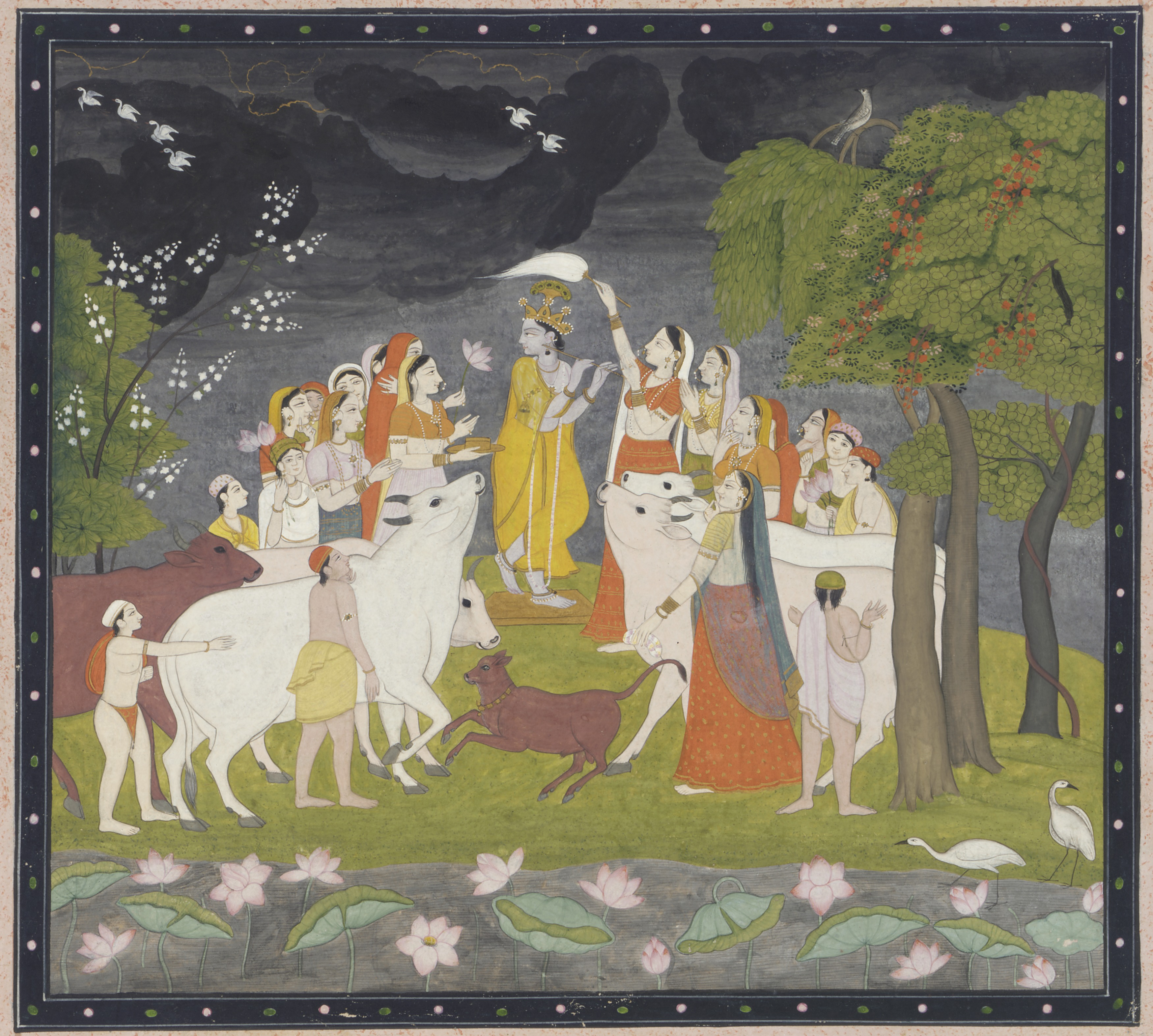
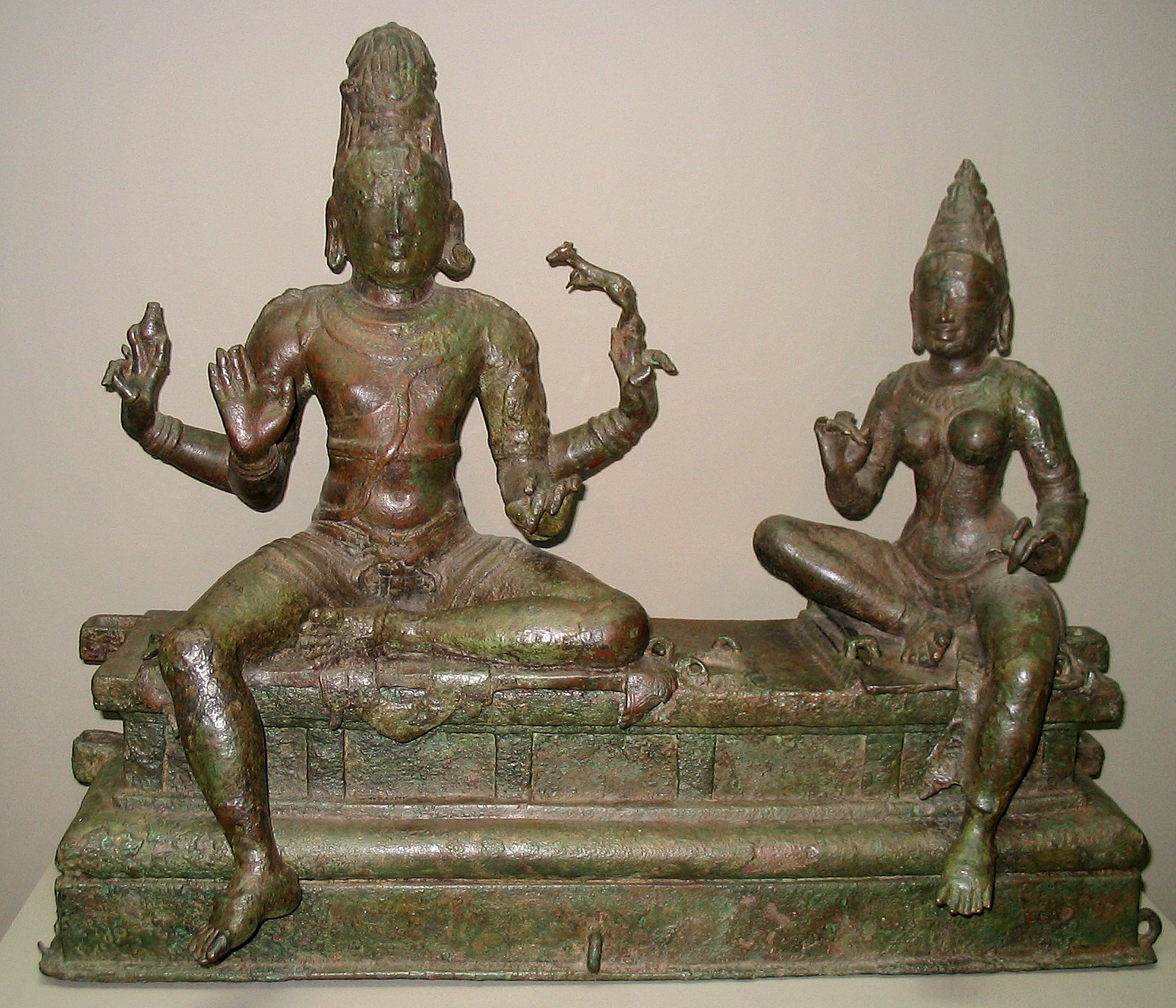
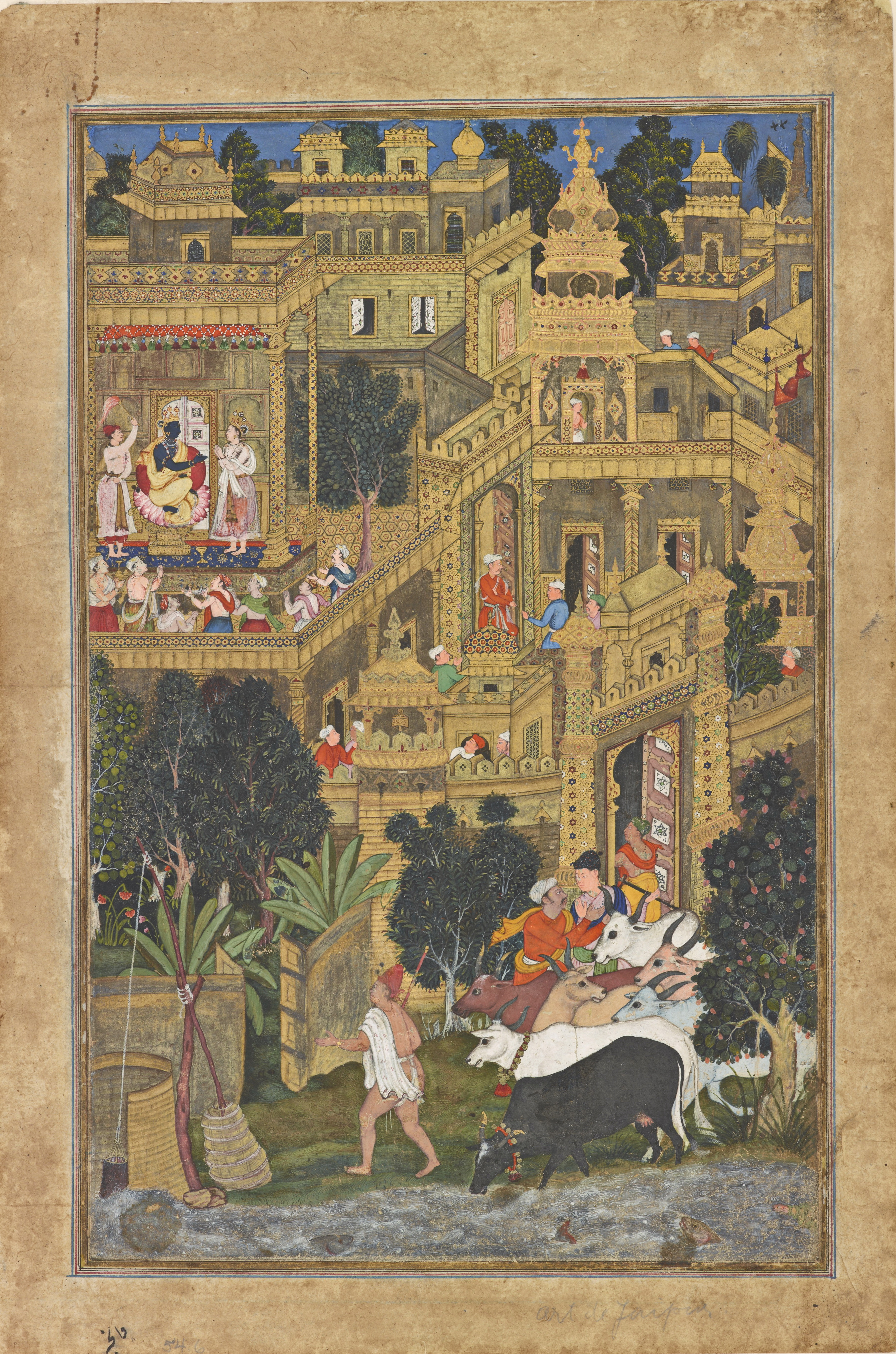

### Єгипет

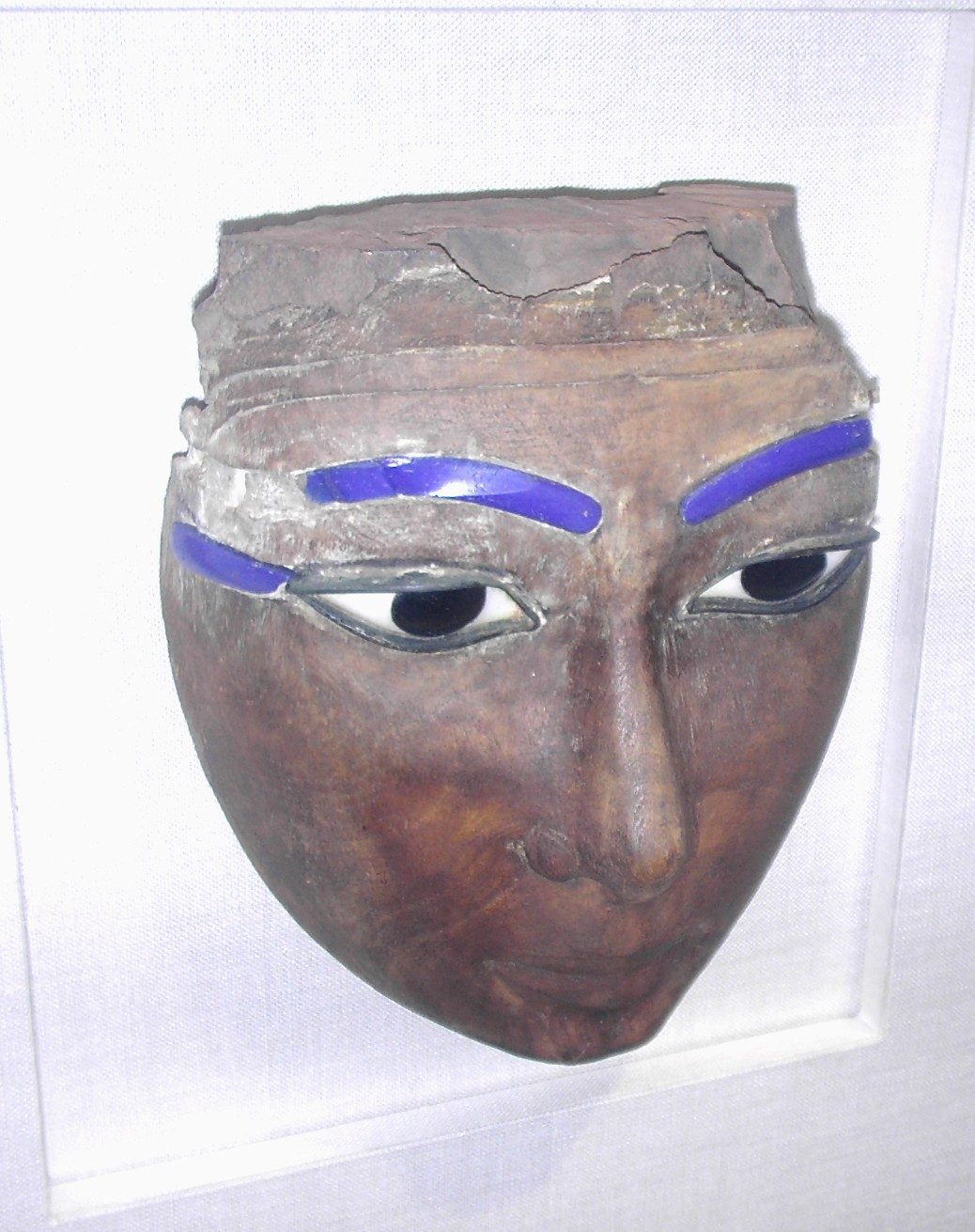
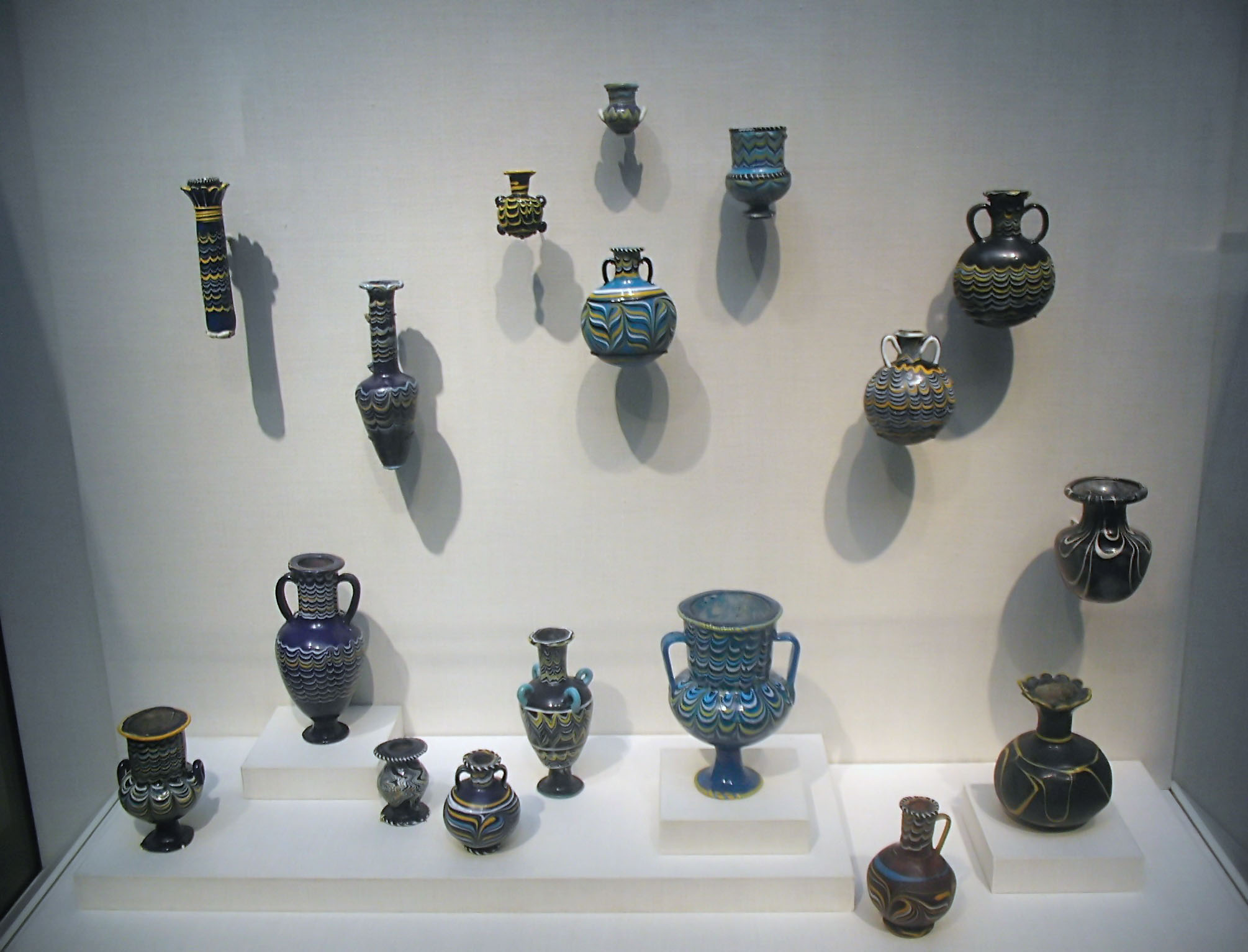

### Японія

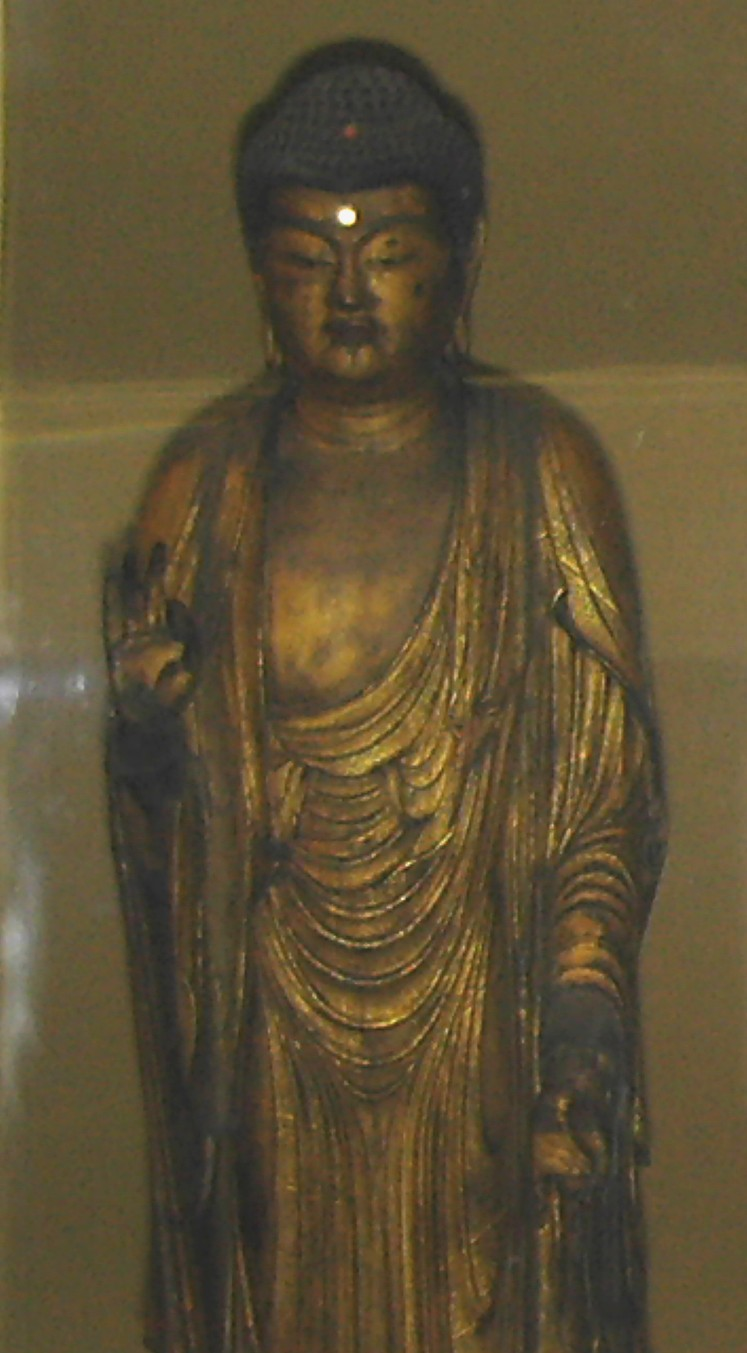
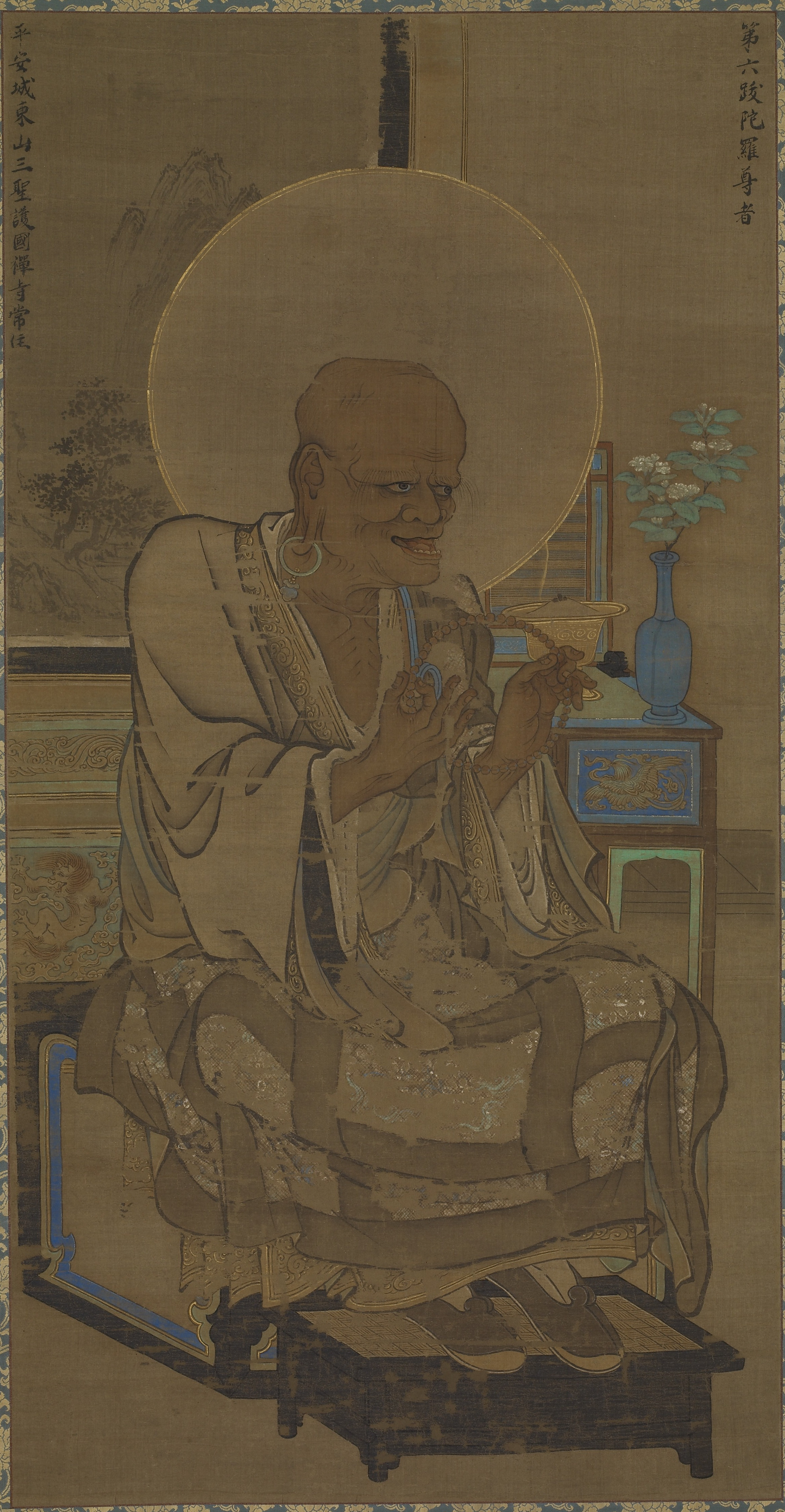
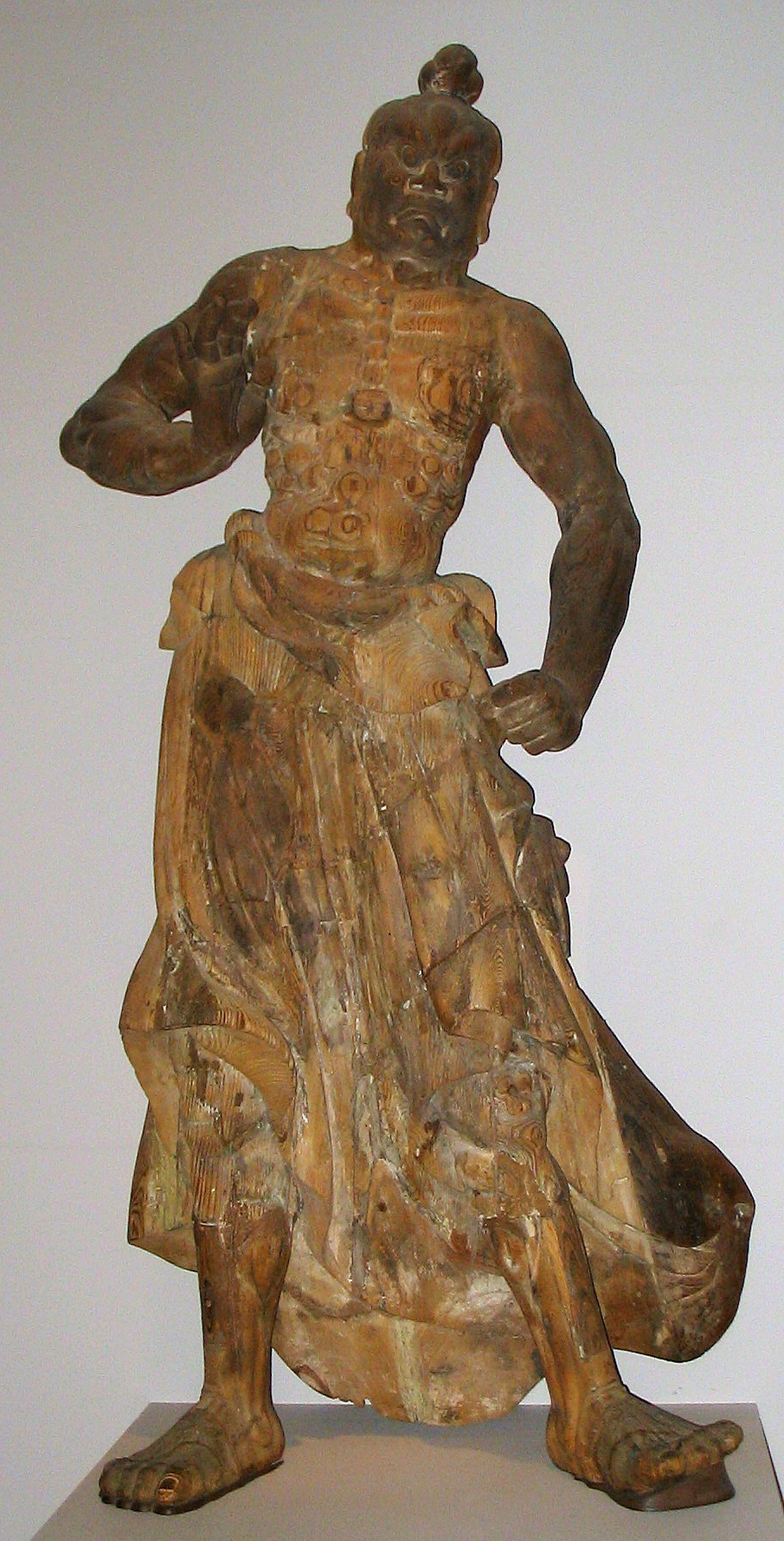

### Непал

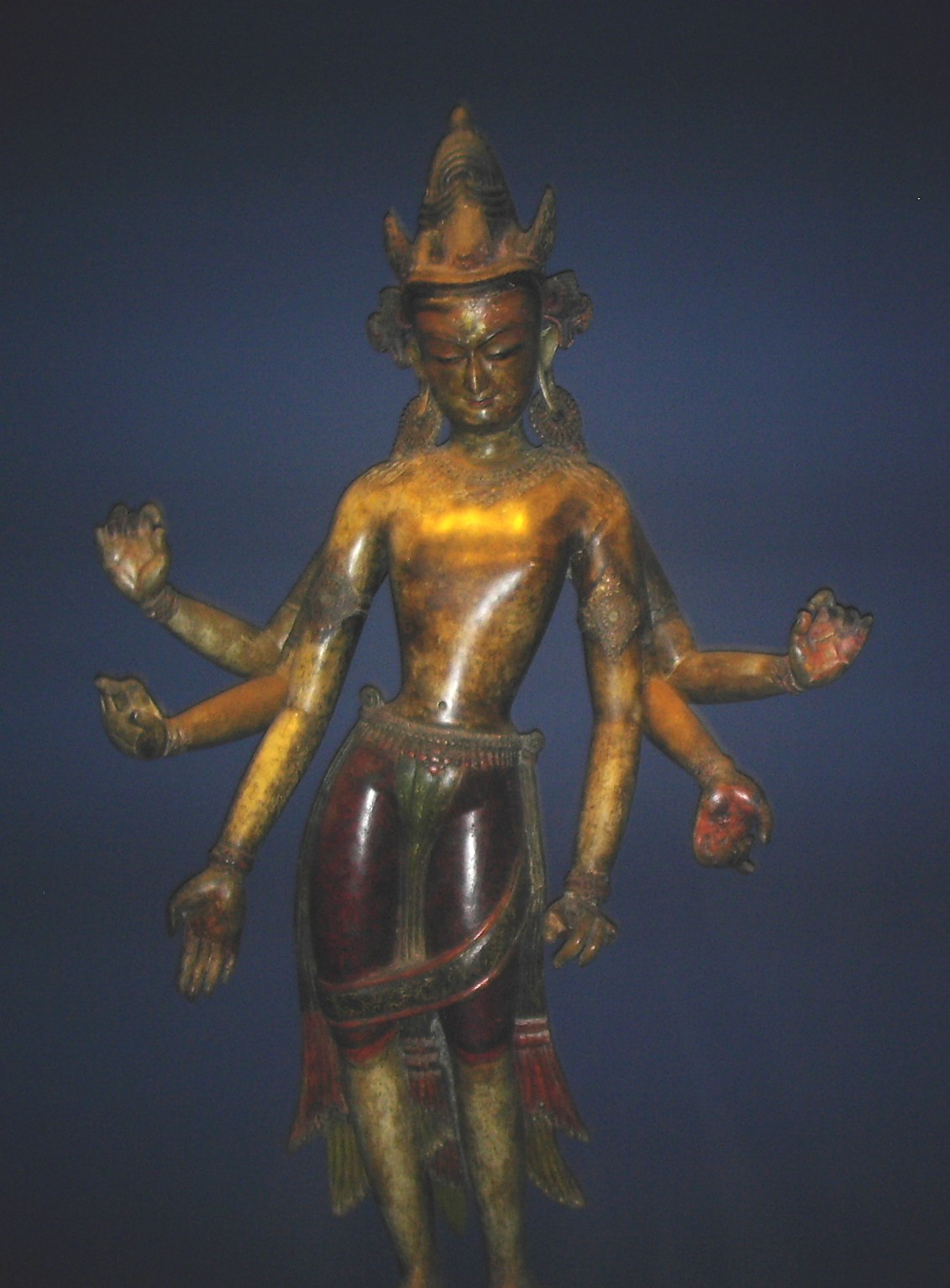

### Персія

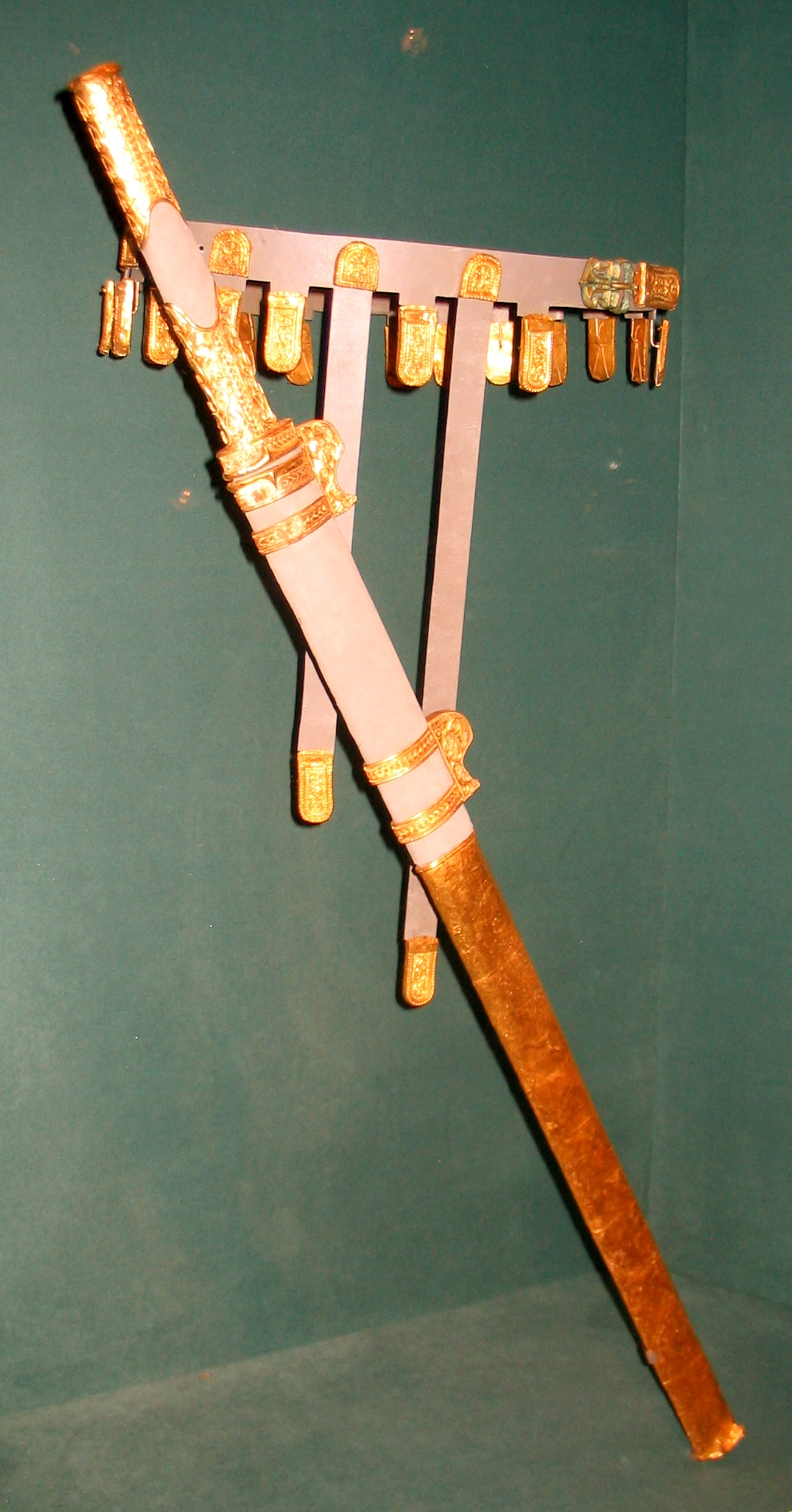
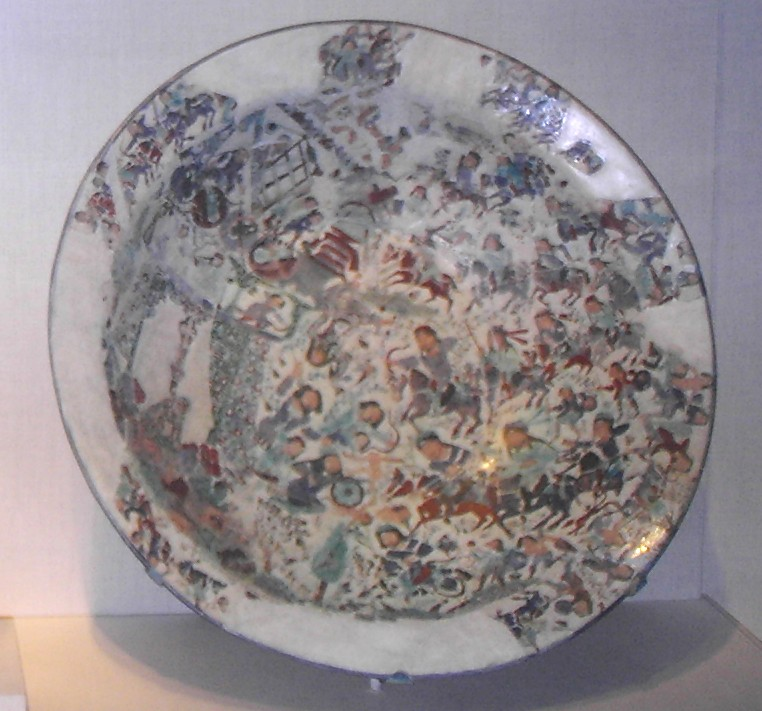
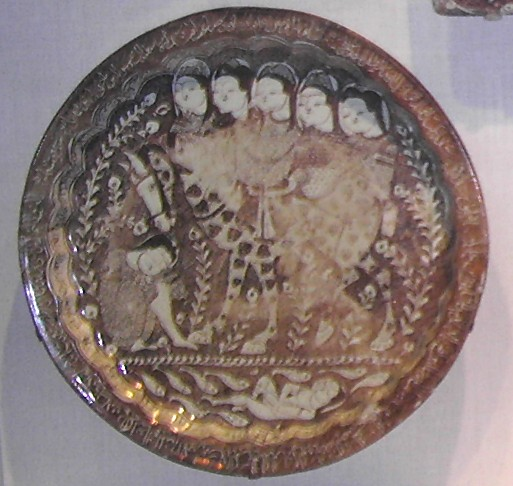

### Корея

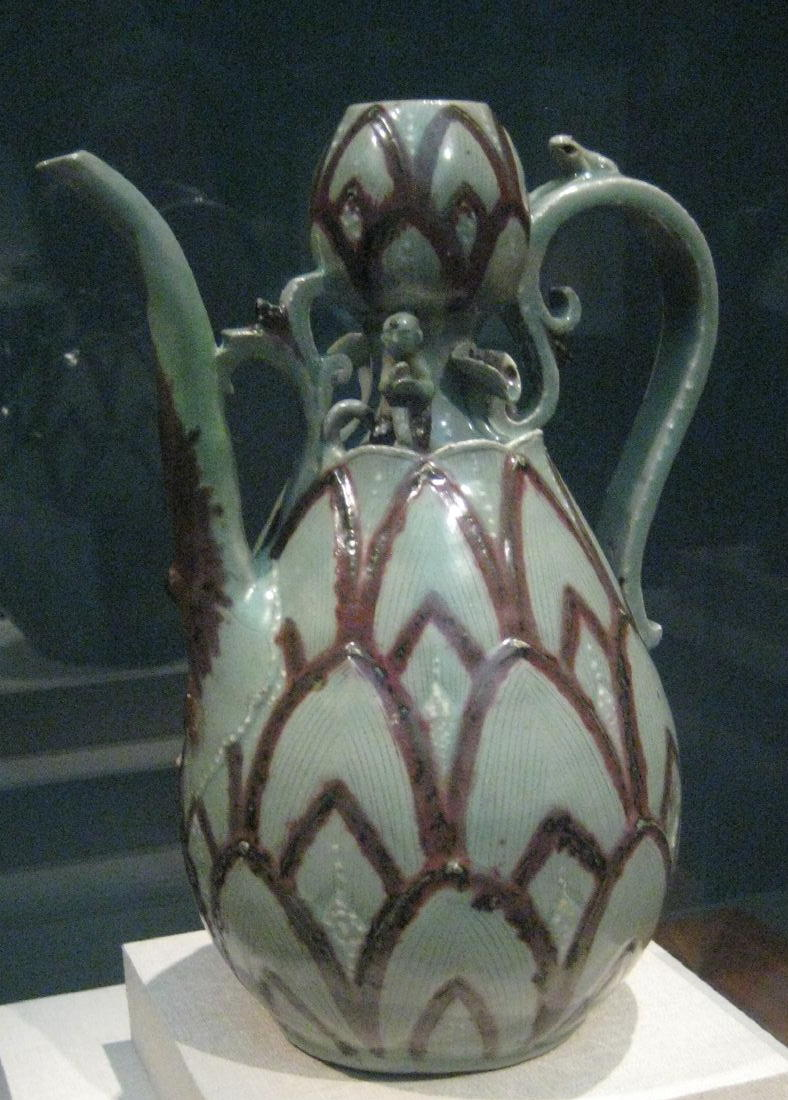
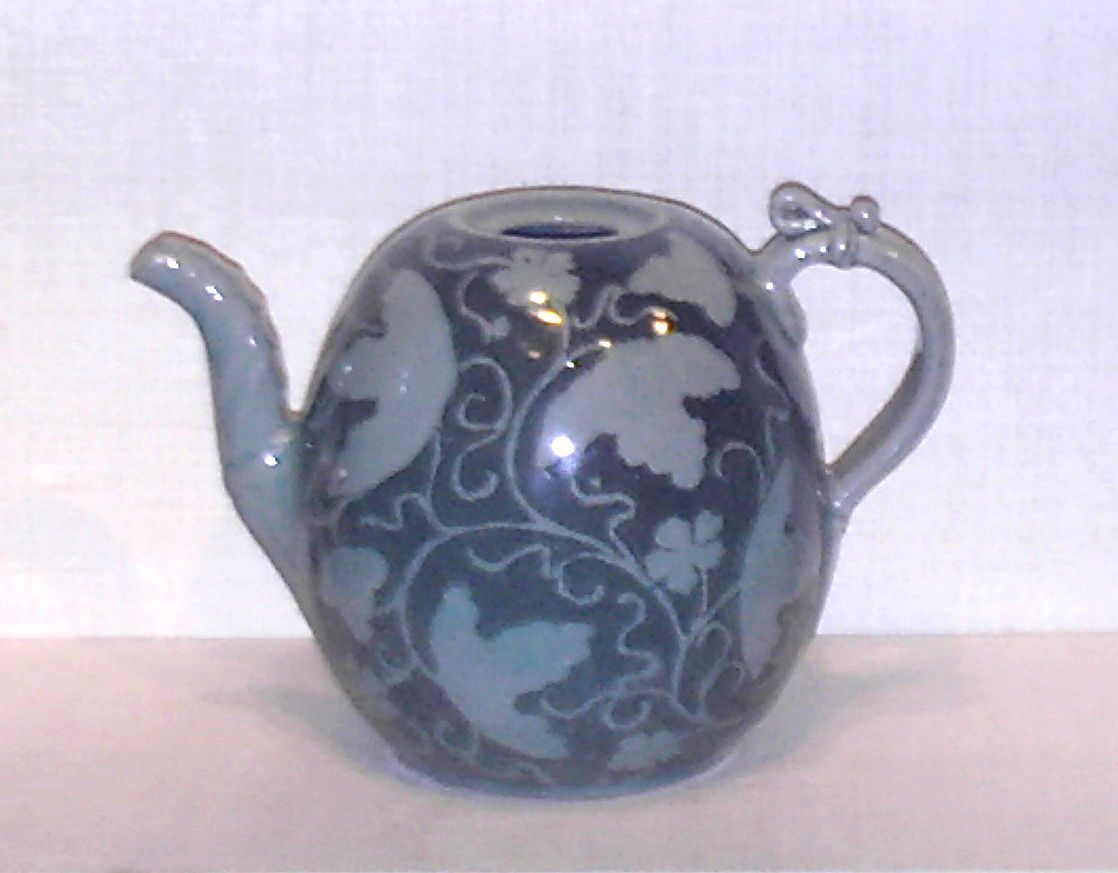

### Сирія

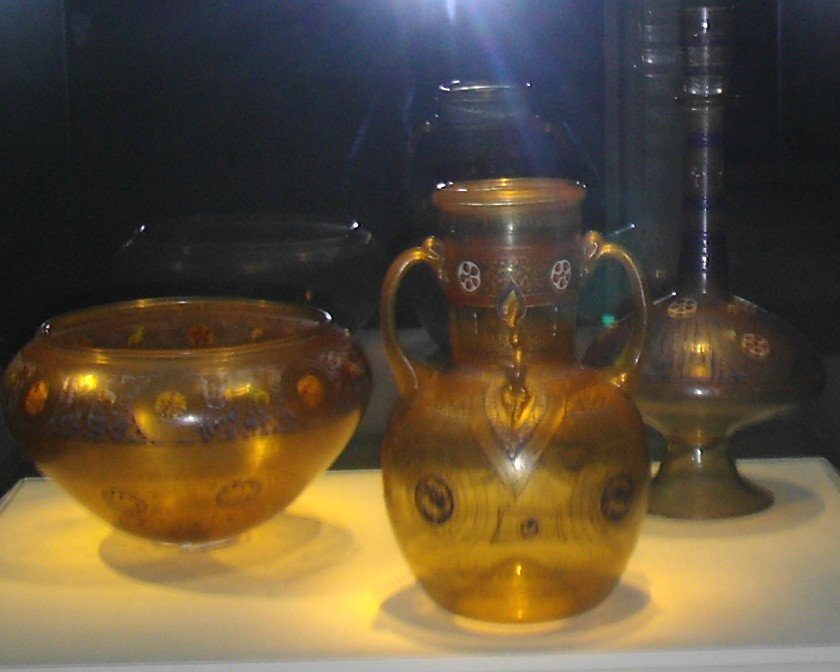

### Династія Кушан (гори Афганістану)

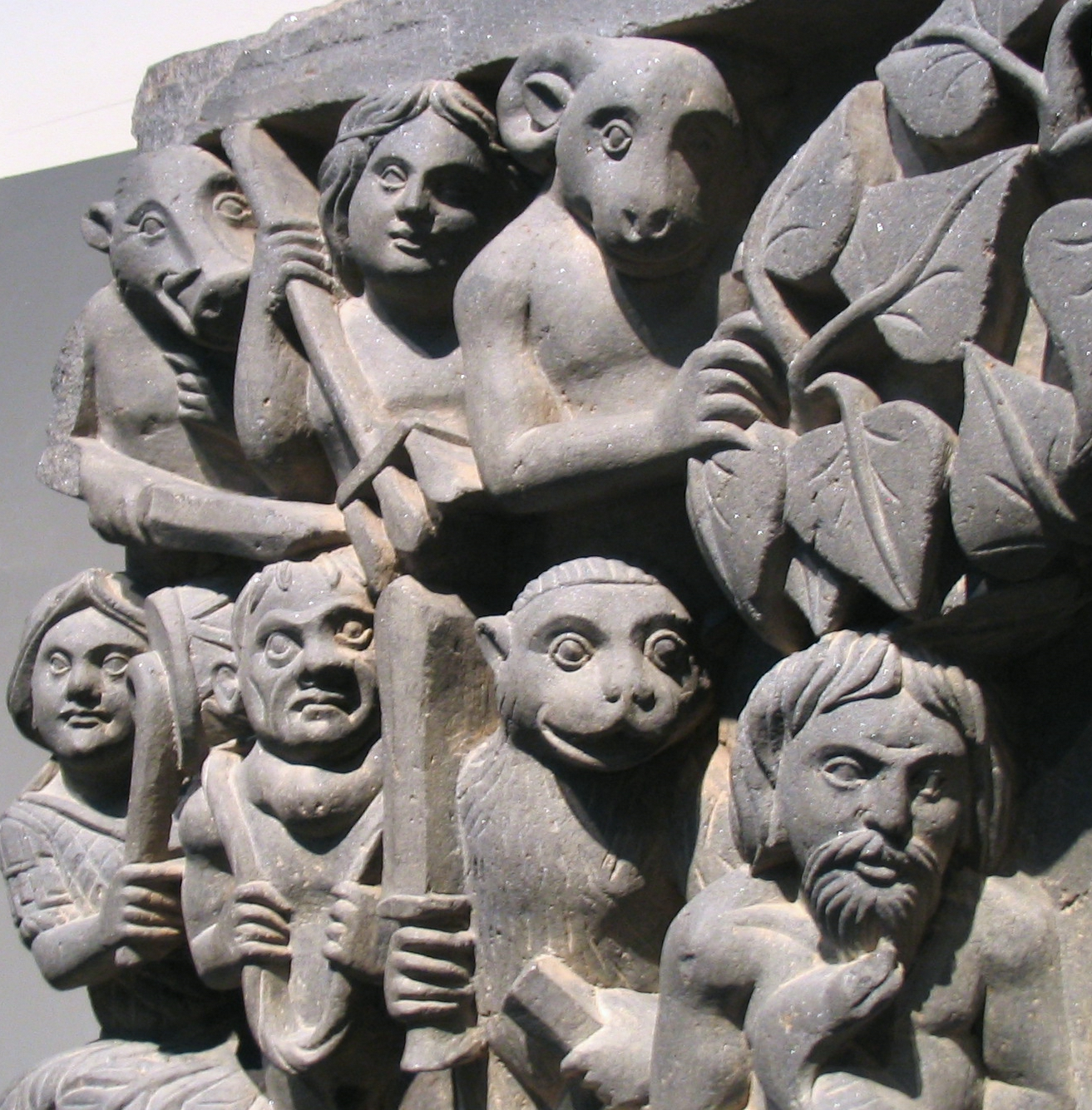
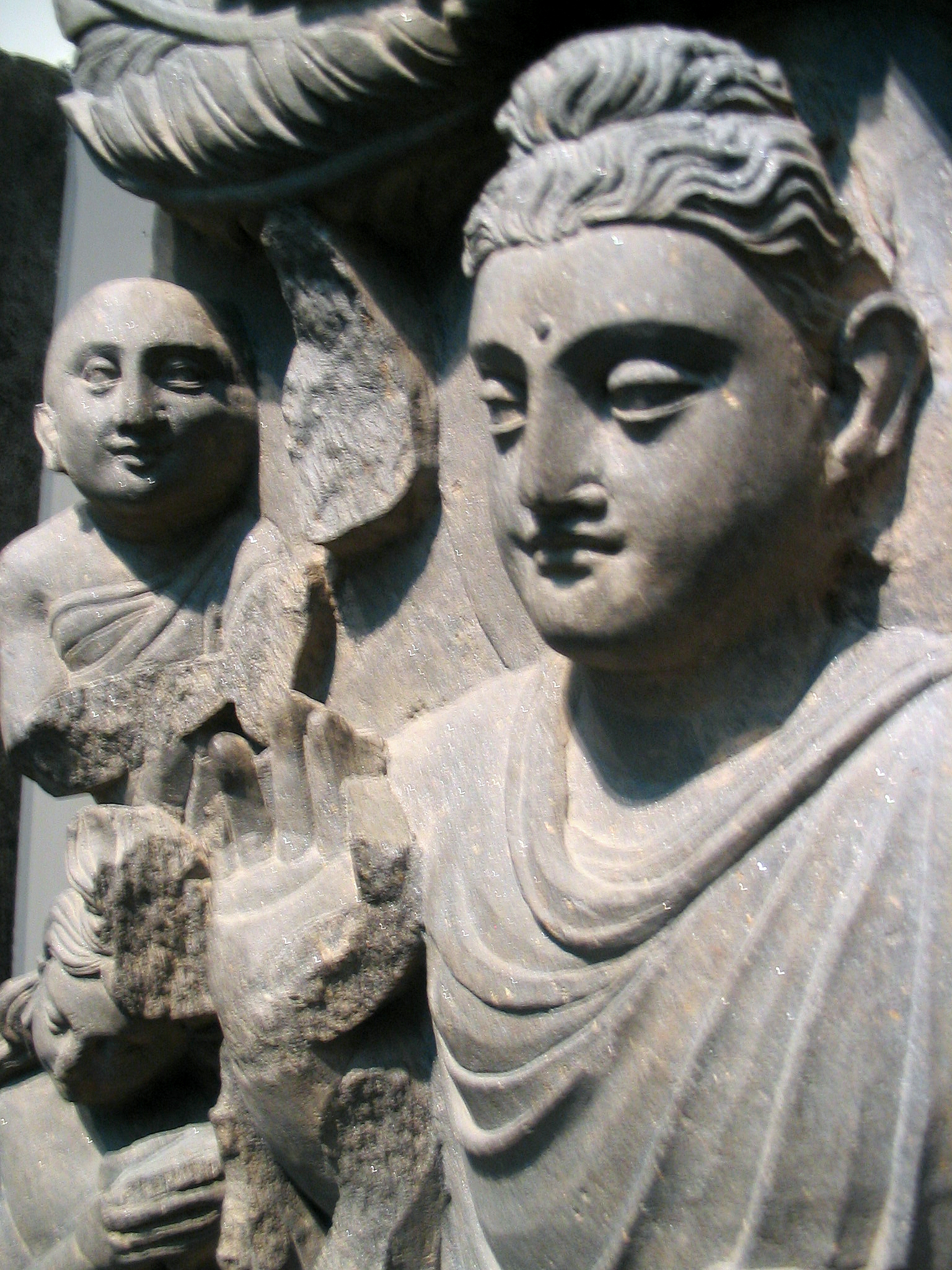
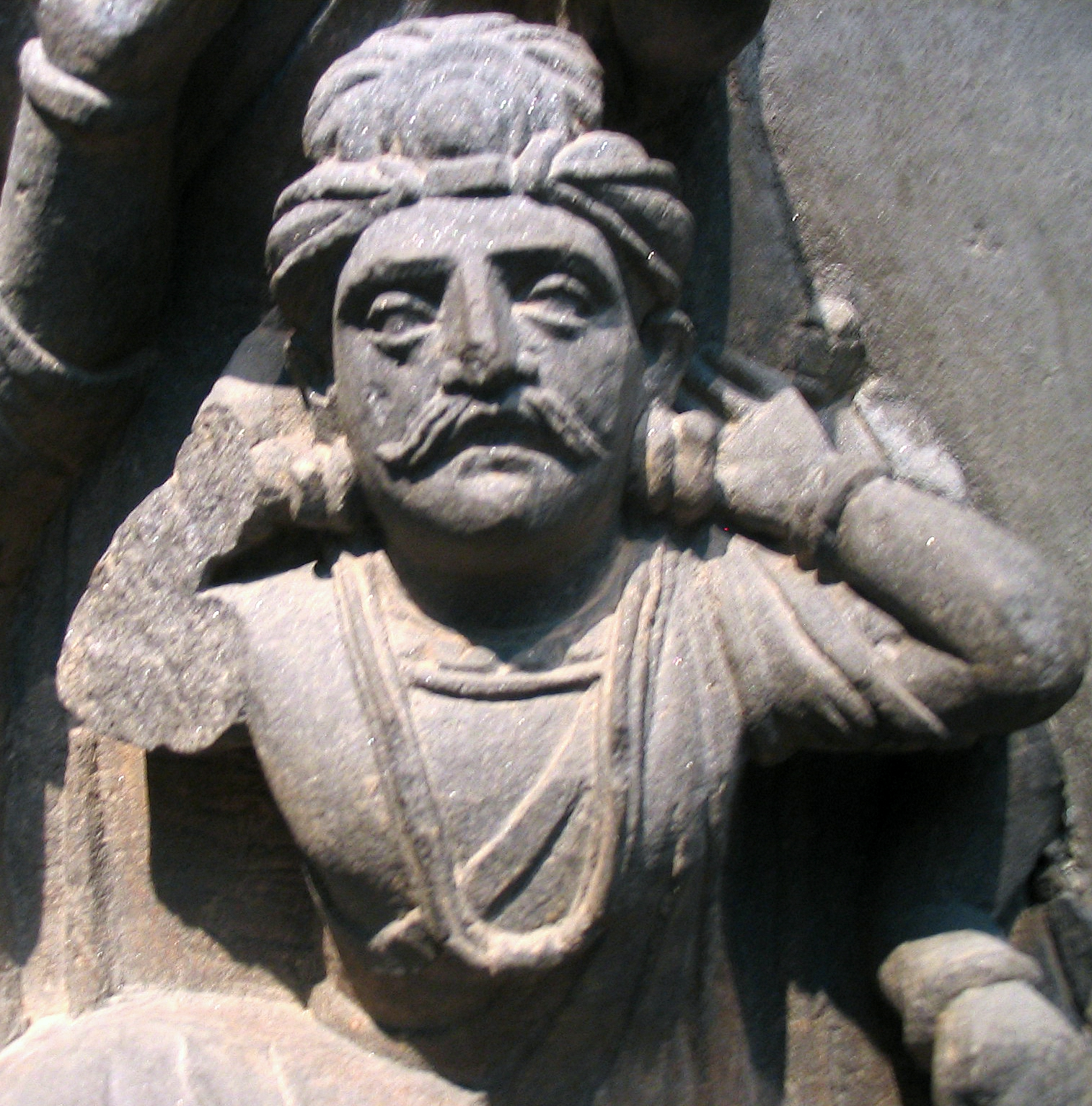